# Obština Berkovica
Obština Berkovica (bulharsky Община Берковица) je bulharská jednotka územní samosprávy v Montanské oblasti. Leží na severozápadě Bulharska. Sídlem obštiny je město Berkovica, kromě něj zahrnuje obština 19 vesnic. Žije zde přibližně 17 tisíc obyvatel.

## Sídla
- Baljuvica
- Bărzija[p 1]
- Berkovica[p 1][p 2] (sídlo správy)
- Bistrilica
- Bokilovci
- Borovci[p 1]
- Cvetkova Bara
- Čerešovica
- Gaganica
- Jagodovo
- Komarevo
- Kostenci
- Kotenovci
- Leskovec
- Mezdreja
- Părličevo
- Pesočnica
- Rašovica
- Slatina
- Zamfirovo[p 1]

## Sousední obštiny
| Růžice kompasu | Georgi Damjanovo  |       | Montana  | Růžice kompasu |
| Růžice kompasu |                   | Sever | Krivodol | Růžice kompasu |
| Růžice kompasu | Obština Berkovica |       | Krivodol | Růžice kompasu |
| Růžice kompasu | Jih               |       | Krivodol | Růžice kompasu |
| Růžice kompasu |                   | Godeč | Văršec   | Růžice kompasu |

## Obyvatelstvo
K 15. prosinci 2024 v obštině žilo 16 862 obyvatel a bylo zde trvale hlášeno 18 233 obyvatel. Podle sčítání 7. září 2021 bylo národnostní složení následující:
- Bulhaři: 12 144 (88.5 %)
- Romové: 1 506 (11.0 %)
- Turci: 6 (0.0 %)
- ostatní[p 4]: 61 (0.4 %)

V období 2011 až 2021 v obštině ubylo 2 969 obyvatel.